# Sông Peace

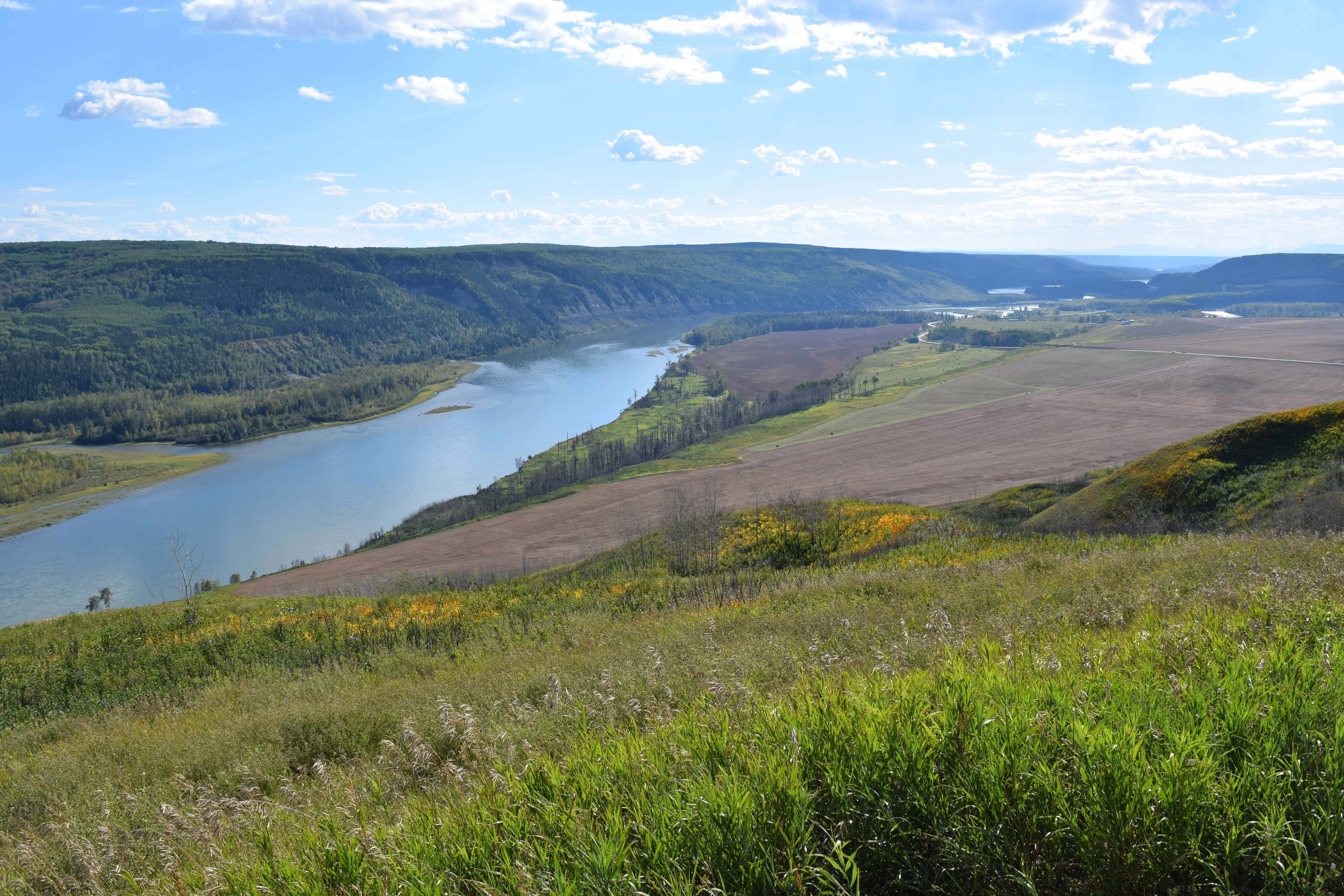
Một khúc sông Peace chảy qua tỉnh British Columbia

Sông Peace là một con sông dài 1923 km ở Canada, bắt nguồn từ dãy núi Rocky ở phía bắc British Columbia chảy theo hướng đông bắc đến phía bắc tỉnh Alberta. Sông Peae nhập vào sông Athabasca ở đồng bằng Peace-Athabasca và tạo thành sông Slave - là một nhánh của Sông Mackenzie. Sông Finlay là đầu nguồn của sông Peace, cũng chính là thượng nguồn của sông Mackenzie. Hệ thống sông Finlay-Peace-Slave-Mackenzie là hệ thống sông dài thứ 13 trên thế giới.